# ТТ177
| i | mn · n · Aa13 | i | p · t · pr |

| i | mn · n · Aa13 | i | p · t · pr |

Гробница ТТ177 расположена в некрополе Аль-Хоха, одного из Фиванских некрополей на западном берегу Нила, напротив Луксора.
Гробница была местом упокоения древнеегипетского чиновника по имени Аменемопет, который был писцом истины в Рамессеуме в храме Амона. Аменемопет жил во времена правления Рамзеса II Девятнадцатой династии Египта. Он был сыном человека по имени Небхед, который, в свою очередь, был писцем божественных печатей Амона